# Cassie Sharpe
Cassie Sharpe, född 14 september 1992, är en kanadensisk freestyleåkare. Hon blev olympisk mästare i halfpipe vid olympiska vinterspelen 2018 i Pyeongchang i Sydkorea.